# Ladislav Berka z Dubé a Lipé
Ladislav Berka z Dubé a Lipé (okolo 1560–1613, německy Ladislaus Wercka (Birke), Freiherr von der Daub und Leipp) byl český šlechtic z významného ronovského rodu Berků z Dubé, od roku 1583 nejvyšší zemský komorník Království českého.[zdroj?]

## Život

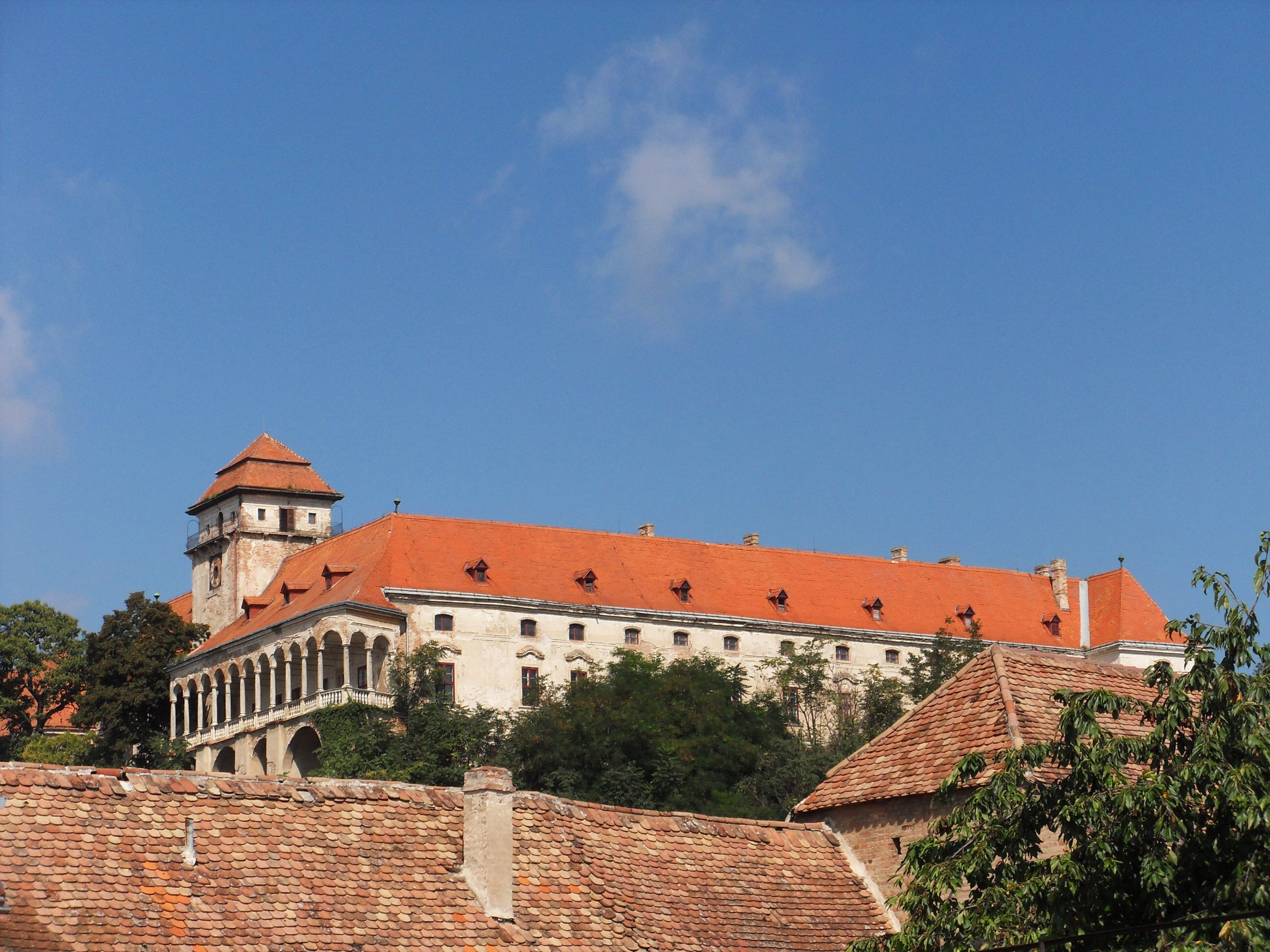
Zámek Jaroslavice

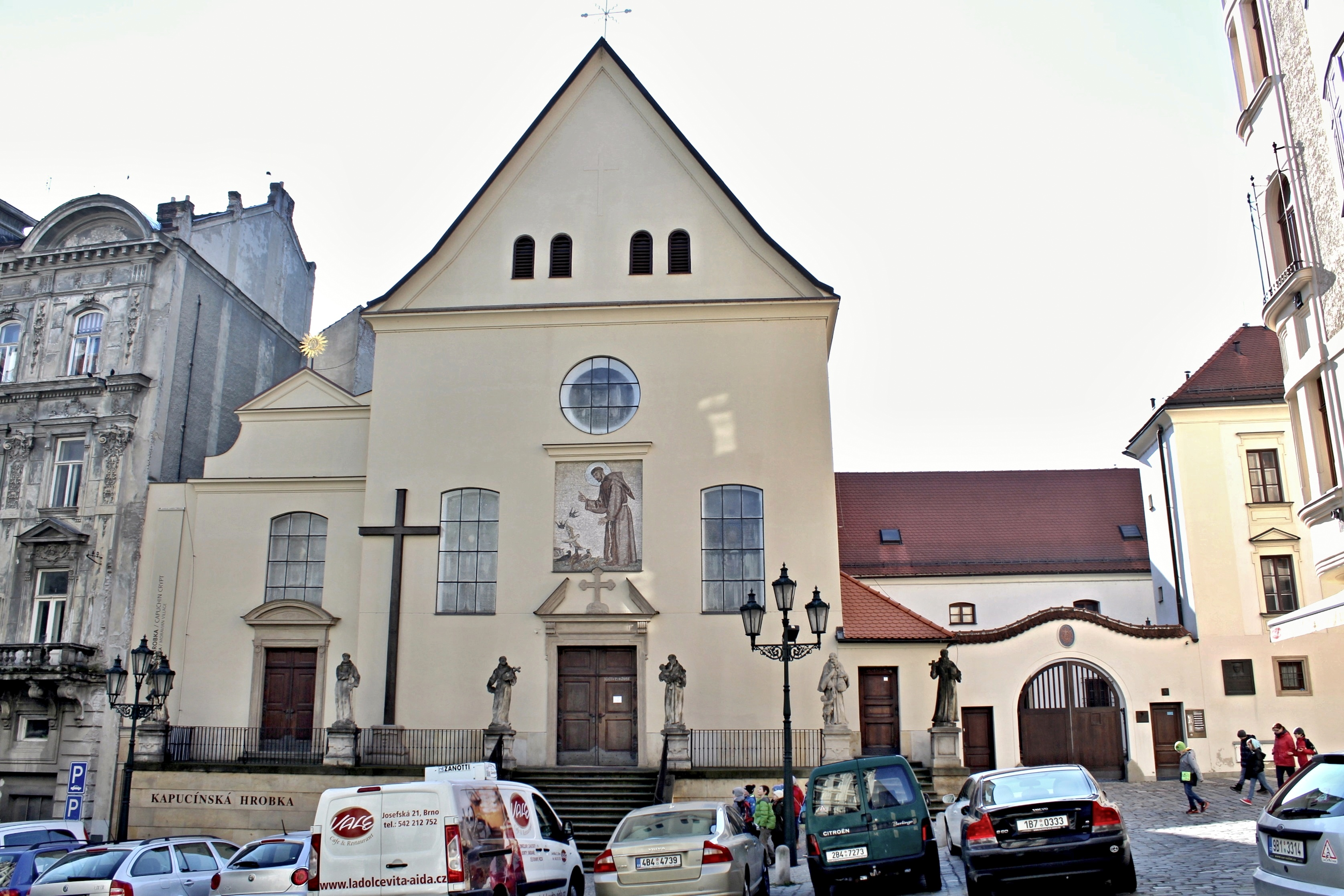
Kostel Nalezení sv. Kříže a kapucínský klášter v Brně

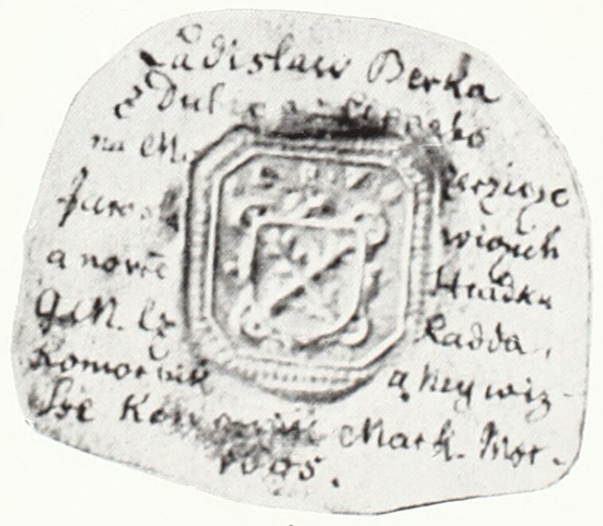
Pečeť Ladislava Berky z Dubé a Lipé (konec 16. století)

Narodil se kolem roku 1560. Jeho rodiči byli Zdeněk Berka z Dubé a Kateřina Berková z Dubé (rozená Haugvicová z Biskupic)
Byl horlivým katolíkem. 20. srpna 1591 se v Jindřichově Hradci oženil poprvé s Kateřinou z Hradce. Podruhé se oženil 9. ledna 1604 s Eliškou ze Žerotína. V témže roce jako zemský hejtman moravský s kardinálem Františkem z Ditrichštejna spoluzakládal kapucínský klášter v Brně Roku 1611 se ujal správy panství Heřmanova Městce.
V září roku 1583 byl jmenován nejvyšším zemským komorníkem Českého království[zdroj?], v letech 1603–1604 a poté ještě v roce 1608 byl zemským hejtmanem (místodržícím) Markrabství moravského. Byl také majitelem rodového jaroslavického panství se zámkem (původně hrad založený roku 1255 založený znojemským purkrabím Bočkem z Jaroslavic a Obřan), který v 60. a 70. letech 16. století páni z Dubé a Lipé zcela přestavěli. Architektonicky zajímavý zámek Berkové v roce 1609 prodali Volfu Dětřichovi z Althannu.
Měl syna Jana Jetřicha.